# Grammonota pallipes
Grammonota pallipes är en spindelart som beskrevs av Banks 1895. Grammonota pallipes ingår i släktet Grammonota och familjen täckvävarspindlar. Inga underarter finns listade i Catalogue of Life.